# Década de 120
Séculos: (Século I - Século II - Século III)
Décadas: 70 80 90 100 110 - 120 - 130 140 150 160 170
Anos: 120 - 121 - 122 - 123 - 124 - 125 - 126 - 127 - 128 - 129